# Römische Villa bei Lufton
Die Römische Villa in Lufton war eine römische Villa bei Lufton, einem Dorf in der Gemeinde Brympton, Distrikt South Somerset, England. Sie stammt wahrscheinlich aus dem 4. Jahrhundert n. Chr. als dieser Landstrich der römischen Provinz Britannia prima (Britannien) angehörte.
Sie konnte in den Jahren 1946 bis 1952 und 1960 bis 1963 von Leonard Hayward ausgegraben werden. Der Bau bestand aus einem rund 40 Meter langen und sieben Meter breiten Bau, der an der Ostseite von Kolonnaden geschmückt war. Im Nordteil fanden sich Badeanlagen und ein achteckiger Anbau nach Westen, bei dem es sich um ein Teil des Bades gehandelt haben muss. Der achteckige Grundriss erregte Aufsehen, da er selten ist und weil viele spätere christliche Baptisterien eine achteckige Form aufweisen. Auch das Vorhandensein einer so außergewöhnlichen Badeanlage als Teil eines relativ einfachen Korridorhauses macht die Ausgrabungen bemerkenswert. Die Räume waren teilweise mit Mosaiken und Hypokausten ausgestattet. Es fand sich zahlreiche Keramik, die meist in das vierte Jahrhundert datiert wird. Die Fundstücke sind im Museum of South Somerset ausgestellt.
Am Ende des vierten Jahrhunderts oder Beginn des fünften Jahrhunderts änderte die Villa ihre Funktion. Es wurden einige der Räume des Baues unterteilt. Es gibt Belege für Metallverarbeitung in dieser Zeit.